# راسيل جونسون (رسام كارتون)
راسيل جونسون (بالإنجليزية: Russell Johnson)‏ هو رسام كارتون أمريكي، ولد في 1 ديسمبر 1893 في غيبسون سيتي في الولايات المتحدة، وتوفي في 7 سبتمبر 1995.